# Anentome helena
Anentome helena (von dem Busch, 1847), nota anche come Clea helena (Philippi, 1847), è una lumaca d'acqua dolce della famiglia Nassariidae.
Viene comunemente chiamata lumaca assassina o lumaca killer in quanto si tratta di una lumaca carnivora che si ciba di altre chiocciole, corpi morti e uova di pesce.

## Descrizione

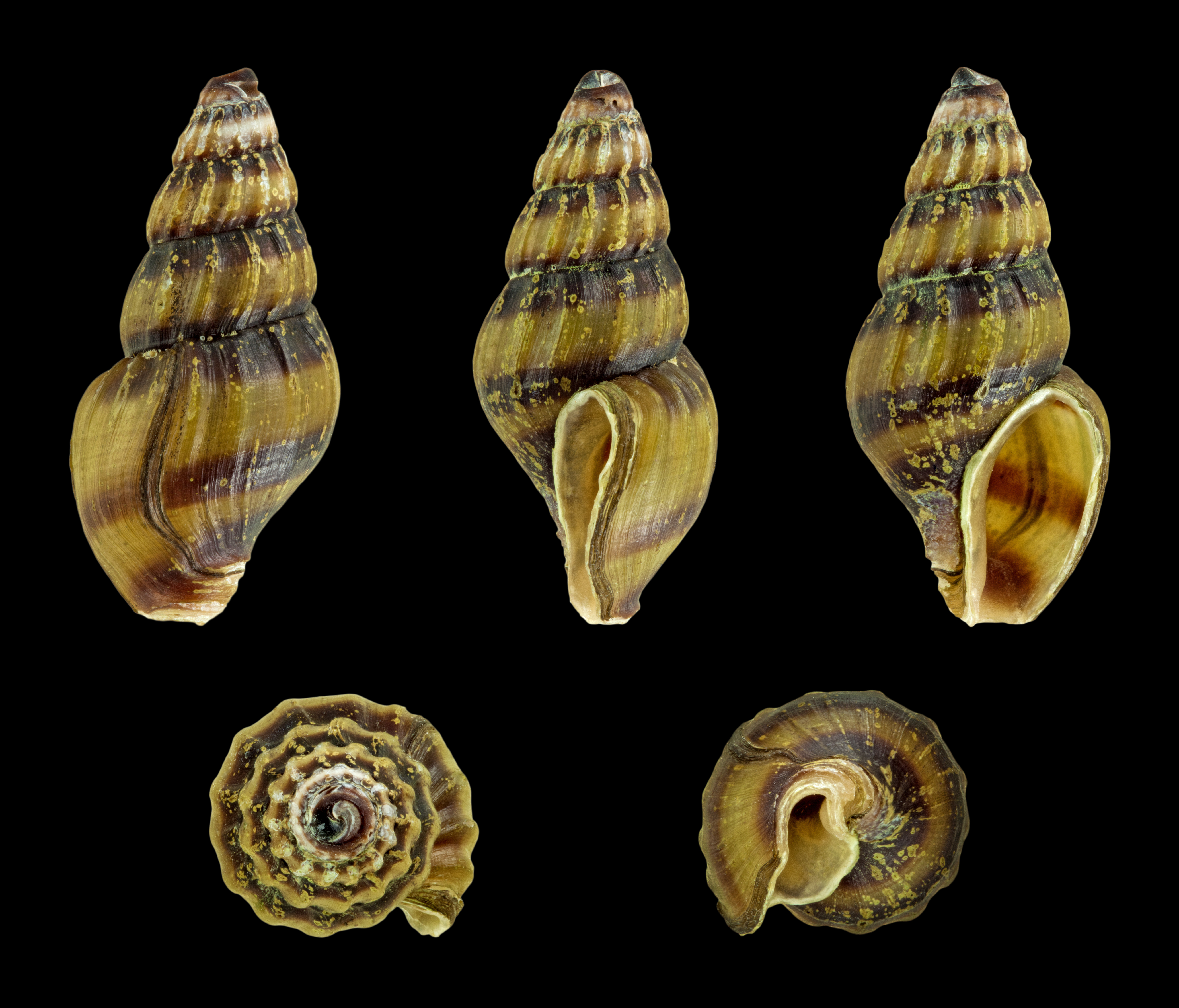
Conchiglia vista da varie angolazioni.

Caratterizzata da una conchiglia a forma di cono vistosamente colorato a bande gialle e nere, raggiunge una dimensione massima di 2-2,5 cm di lunghezza. La lumaca killer è dotata di opercolo che utilizza raramente, possiede un piede mobile ampio che sfrutta per muoversi velocemente e per immobilizzare le prede. Dispone di due sifoni:
- il primo che mostra sempre è olfattivo, lo sfrutta mentre è in movimento per identificare la posizione di possibili prede;
- il secondo che invece tende a mostrare raramente, lo si può osservare solo nella seconda fase della caccia quando deve cibarsi della preda oramai immobilizzata.

## Biologia
Le lumache trascorrono gran parte del loro tempo sepolte nel substrato. Durante le ore diurne risultano essere meno attive ma, pur rimanendo sepolte sotto al terreno, lasciano trasparire in superficie il sifone olfattivo con cui possono percepire il cibo, se fiutato escono allo scoperto per nutrirsi.

### Alimentazione
Come tutte le lumache nel clade Neogastropoda, questa specie è carnivora. Si nutre di vermi e gasteropodi ed è spesso nota come "lumaca assassina" per l'abitudine di mangiare altre lumache. Queste lumache si nutrono spesso di lumache più grandi, spesso seppellendosi e aggredendo le loro prede alle spalle.

### Ciclo di vita
Anentome helena è costituita da individui maschi e femmine definiti che non sono ermafroditi. Sia i maschi che le femmine sembrano avere le stesse dimensioni e forma. Quando un maschio e una femmina si accoppiano, si bloccano insieme per molte ore, dalle 8 alle 12 ore. La femmina depone diverse capsule di uova chiare di forma quadrata e circa 1,0-1,5 mm in larghezza e altezza. Ogni capsula contiene un piccolo uovo giallo. Le capsule per uova vengono generalmente posate su superfici solide o sulla base delle piante. Le uova fertili di solito si schiudono entro poche settimane.

## Distribuzione e habitat
Questa specie si trova in tutto sud-est asiatico, in particolare in Malesia, Thailandia, e nel lago di Toba sull'isola Indonesiana di Sumatra.

## Allevamento
Fa parte del commercio di animali ornamentali per acquari d'acqua dolce.
Viene anche spesso utilizzata per combattere l'infestazione da chiocciole negli acquari d'acqua dolce, come metodo di confinamento della specie infestante data la sua capacità di adattarsi con il ciclo di vita in base alla disponibilità di cibo.